# ليون دان
ليون دان (بالإنجليزية: Leon Dunne) (مواليد 7 مارس 1975) هو سبّاح أسترالي، مثّل بلاده في ألعاب الكومنولث 2002.

## روابط خارجية
ليون دان على موقع الاتحاد الدولي للسباحة (الإنجليزية)
- ليون دان على موقع اتحاد ألعاب الكومنولث (مؤرشف) (الإنجليزية)